# Inside a Dream
Inside a Dream è un EP del gruppo musicale statunitense Echosmith, pubblicato il 29 settembre 2017.

## Tracce
1. Lessons – 4:15
2. Get into My Car – 3:45
3. 18 – 3:02
4. Future Me – 3:25
5. Goodbye – 3:29
6. Hungry – 3:22
7. Dear World – 2:59